# Минцис, Моисей Яковлевич
Моисей Яковлевич Минцис (род. 25 апреля 1928, Самарканд - 8 мая 2024, Новокузнецк) — советский и российский металлург, изобретатель, ученый, преподаватель, писатель. Кандидат технических наук.

## Биография

### Юность
Родился в Самарканде, Узбекской ССР, 25 апреля 1928 года в семье электромонтера и фармацевта. В 15 лет в дни Сталинградской битвы Минцис вступил в комсомол. После 9 класса Минцис был принят в училище военно-воздушных сил, но ещё до окончания войны поступил приказ о его расформировании. Пришлось вернуться в школу, которую он закончил, после чего поступил на энергетический факультет Среднеазиатского политехнического института г. Ташкента.

### Распределение в г. Сталинск (Новокузнецк)
6 февраля 1952 года выпускник индустриального института прибыл в город Сталинск (Новокузнецк) Кемеровской области по государственному распределению на Сталинский (Новокузнецкий) алюминиевый завод. В этом же поезде ехал молодой алма-атинский фронтовик Владимир Никонович Екимов, ставший впоследствии директором алюминиевого завода (именем Екимова названа также одна из улиц г. Новокузнецка). По прибытии в город, юных металлургов поселили в заводской гостинице, а через два месяца дали отдельную комнату в двухкомнатной квартире.

### Производственная деятельность
Свой трудовой путь на заводе Моисей Яковлевич Минцис начал электриком на ртутно-преобразовательной подстанции № 2 цеха преобразовательных подстанций, которая обеспечивала электроснабжение 3-го и 4-го корпусов электролиза. Являясь в то время единственным инженером по электрооборудованию, быстро освоился и разобрался в сложных вопросах энергоснабжения электролизного производства и фактически стал ведущим специалистом в этом направлении. Уже через год М. Я. Минцис курировал строительство новой преобразовательной подстанции № 3, предназначенной для возводимых 5-го и 6-го корпусов электролиза, а через 2 года стал начальником электротехнической лаборатории. Возглавляемое им в течение семи лет подразделение переросло в серьезный цех контрольно-измерительных приборов и автоматики.
В начале 1961 года Минцису было предложено создать и возглавить экспериментально-производственный цех завода в составе трех отделений: технологического, механизации процессов и автоматизации. Сначала Моисей Яковлевич воспринял эту идею скептически, поскольку по образованию являлся электриком, а не технологом. Но руководство завода в лице главного инженера Александра Александровича Володина настояло на своем. М.Я. Минцис был вынужден осваивать тонкости технологии электролиза, литейного производства, механизации и создания новых механизмов и многоагрегатных линий. В этот период шло строительство и освоение новых корпусов электролиза на второй площадке завода. По этой причине, специалистам цеха приходилось решать массу новых проблем. Так, были внедрены пылеуборочные машины в корпусах электролиза, в литейном производстве механизированы и автоматизированы линии по обработке слитков и чушек, в центральной заводской лаборатории механизированы процессы спектрографирования образцов алюминия, созданы механизмы по демонтажу подин электролизеров в процессе капитального ремонта, используемые и в настоящее время. Выполнен комплекс работ по монтажу и совершенствованию систем автоматического регулирования процессом электролиза (КУА-670, «Алюминий-1», «Алюминий-3»). В результате этих работ, Новокузнецкий алюминиевый завод стал первым в отрасли предприятием, полностью оснащенным системами автоматического регулирования. «Сами проектировали, сами изготавливали, сами монтировали и пускали в эксплуатацию наши механизмы и системы автоматизации», — вспоминает М. Я. Минцис.
Результаты работ, выполненных экспериментально-производственным цехом под руководством М. Я. Минциса в период с 1961 по 1973 гг., представлены в трех производственных сборниках «Работы экспериментального цеха Новокузнецкого алюминиевого завода». За это время итогом активной творческой деятельности возглавляемого им коллектива также стали восемь кандидатских диссертаций, одна докторская диссертация, множество публикаций в отраслевых журналах.
В это время при содействии М. Я. Минциса формировались такие будущие крупные специалисты алюминиевой промышленности как В. А. Железнов, Г. А. Сиразутдинов, В. Н. Пнев, В. А. Дегтярь, И. М. Кравцов, М. С. Колесов и др. Новокузнецкий алюминиевый завод стал кузницей кадров не только для развивающейся алюминиевой промышленности Сибири. Многие специалисты завода (В. К. Марков, Г. А. Сиразутдинов, Ю. Д. Журавин, Н. А. Найденов и другие) принимали участие в строительстве алюминиевых заводов за рубежом — в Египте, Турции, Северной Корее и др. странах.

В период с 1970 по 1973 гг. производственную деятельность М. Я. Минцис совмещал с обучением в заочной аспирантуре при Всероссийском алюминиево-магниевом институте, выполняя диссертационное исследование на тему «Исследование серии алюминиевых электролизеров как объекта контроля и управления», и в 1973 г. успешно защитил диссертацию. Ему была присуждена ученая степень кандидата технических наук по специальности «Металлургия цветных, благородных и редких металлов».
В 1973 г. М. Я. Минцис был назначен начальником цеха производства анодной массы (ЦАМ-1). Цех, построенный в первые послевоенные годы, был оснащён устаревшим, частично трофейным оборудованием, а его здание состояло практически из пристроек различного размера и формы. За сравнительно короткий срок были полностью реконструированы вентиляция и пылеуборка, заменена часть технологического оборудования, полностью изменена технология пекоподготовки. Помимо совершенствования оборудования, была разработана рецептура и впервые в отечественной промышленности изготовлена холодно-набивная подовая масса, применение которой значительно упростило технологию капитального ремонта электролизёров и повысило межремонтный срок службы катодных устройств.

С момента ввода в эксплуатацию, ЦАМ-1 выпускал анодную массу в виде брикетов массой около 16 кг. Эти брикеты грузились в железнодорожные вагоны местного парка и подавались к торцам корпусов электролиза, а их разгрузкой занималась специальная бригада. Условия труда были тяжёлыми: вручную приходилось за смену выгружать до 25-30 т брикетов, выделяющих смолистые вещества, что было особенно нелегко в летнее время. Для улучшения условий труда была разработана система механизмов, которая формовала анодную массу в брикеты массой 0,2 кг и загружала в передвижные бункеры, подаваемые тракторами в корпуса электролиза. Таким образом, был полностью ликвидирован ручной труд на этой операции и сохранено здоровье персонала. За эту работу группе сотрудников завода во главе с М. Я. Минцисом было присвоено звание «Лауреат премии Кузбасса».

Начиная с 1978 г., М. Я. Минцис работал главным технологом, а затем начальником технического отдела завода. В это время М. Я. Минцис курировал внедрение новой техники, проведение исследовательских работ, взаимодействие с научно-исследовательскими подразделениями и институтами. В этот период было модернизировано и усовершенствовано оборудование литейных отделений, внедрён комплекс машин и механизмов в корпусах электролиза, укреплена научно-техническая библиотека завода, усилена работа по повышению квалификации инженерно-технических работников, создан вычислительный центр. На этом посту М. Я. Минцис проработал до 1992 г.
В период с 1992 по 1995 гг., в новых условиях реформирования металлургии и экономики России в целом, опыт и профессиональные знания М. Я. Минциса оказались востребованными в дирекции завода, где он работал в качестве технического советника. Профессиональная карьера Минциса М. Я. на Новокузнецком алюминиевом заводе продолжалась 43 года: начальник цеха анодной массы, главный технолог заводоуправления, помощник директора завода. С марта 1995 года на пенсии.

### Рационализаторская и изобретательская деятельность
За годы работы на Новокузнецком алюминиевом заводе Моисей Яковлевич внедрил большое количество различных улучшений и нововведений, существенно облегчавших физический труд, повышающих производительность труда, экологичность производства. Многие из его изобретений востребованы по сей день, причем не только на родном заводе. В 1976 г. за комплекс работ по совершенствованию производства М. Я. Минцис был награждён Орденом Трудового Красного знамени, а в 1989 г. ему было присвоено звание «Заслуженный рационализатор РСФСР». С участием М. Я. Минциса создано 39 изобретений, значительная часть которых внедрена в производство.

### Педагогическая деятельность
Во время работы на заводе начальником технического отдела Минцис М. Я. контактировал с Сибирским металлургическим институтом (ныне — Сибирский государственный индустриальный университет). В своё время при участии М. Я. Минциса там была создана кафедра «Металлургии цветных металлов». Долгое время он был постоянным членом государственной аттестационной комиссии на этой кафедре. После ухода с завода его пригласили работать туда. Осенью 1995 года Моисей Яковлевич начал новый виток своей профессиональной деятельности в качестве доцента кафедры «Металлургии цветных металлов» Сибирской государственной горно-металлургической академии. С этого года и по настоящее время М. Я. Минцис ведет преподавательскую работу, осуществляя подготовку специалистов для отечественной металлургии алюминия. Им читаются курсы «Металлургия алюминия», «Современное состояние мирового и отечественного производства алюминия», «Металлургия вторичного алюминия», осуществляется руководство курсовым и дипломным проектированием студентов специальности «Металлургия цветных металлов», курируется практика студентов, осуществляется подготовка студентов к корпоративным студенческим конференциям ОК РУСАЛ. Выполненные под его руководством дипломные проекты и работы неоднократно удостаивались дипломов Всероссийского конкурса выпускных квалификационных работ по металлургии Министерства образования и науки РФ. Со временем Моисей Яковлевич официально получил звание профессора. «Это было не трудно, — объясняет Моисей Яковлевич, — довольно долго я занимал высокие должности в науке — начальник технического отдела завода — это ведь не шутки. К тому же уже были изданы три моих книги». В начале 2000-х Моисей Минцис начинает сотрудничество с НТЦ «Легкие металлы», который возглавляет другой известный отечественный ученый-металлург — профессор Петр Васильевич Поляков. В течение многих лет Минциса приглашают в качестве лектора на Высшие алюминиевые курсы, ежегодно проводимые для инженерно-технологического персонала российской алюминиевой промышленности.

## Научные труды
Когда М. Я. Минцис пришёл на кафедру «Металлургии цветных металлов», он начал писать по одной, по две, а то и по три книги в год. В общей сложности книг у меня, наверное, штук 30, не считая 170 публикаций в научных журналах, — рассказывает о своих научных трудах Моисей Яковлевич. — На днях (разговор состоялся в 2008 году) в Москве в издательстве «Наука» вышла моя самая большая работа, третье издание книги «Металлургия алюминия» аж на 530 страницах". Созданию современных учебно-информационных ресурсов М. Я. Минцис уделяет значительное внимание. Так, при его участии подготовлено и издано 15 учебных пособий, получивших высокую оценку Министерства образования и науки, Учебно-методического объединения вузов России по образованию в области металлургии, вузовской общественности и производственных специалистов. Особенно востребованными оказались такие издания как:
- «Экология и утилизация отходов в производстве алюминия» (2005 г.)
- «Производство алюминиевых сплавов» (2006 г.)
- «Современные методы анализа и контроля в металлургии алюминия (в 3-х томах)» (2006 г.)
- «Металлургия алюминия. Технология. Электроснабжение. Автоматизация» (2008 г.)
- «Электролизеры с анодом Содерберга и их модернизация» (2009 г.)
- «Металлургия алюминия. Справочник по технологии и оборудованию» (2009 г.)
- «Металлургия алюминия. Справочник по технологическим и конструктивным измерениям и расчетам» (2010 г.).

Трижды комплекты учебных пособий по металлургии алюминия, подготовленные при участии М. Я. Минциса, признаны лучшими на конкурсе Администрации Кемеровской области «Лучший учебник (учебное пособие)». Вместе с коллегами профессором М. Я. Минцисом опубликовано 189 научно-технических и учебно-методических работ, в том числе 4 научно-производственных издания, 2 справочника, 15 учебных пособий.

В 2012 году под эгидой СибГИУ издаётся книга «Воздействие производства алюминия на окружающую среду» — это очередная работа Минциса по экологии.

Особо дорога для профессора небольшая монография «Распределение тока в алюминиевых электролизёрах», которую Моисей Яковлевич считает очень ценной для производства.

## Семья и близкие

Минцис М. Я. и его семья

Моисей Яковлевич женат на Аделаиде Тарасовне Минцис (в сентябре 2012 года исполнится 60 лет их совместной жизни), есть дочь Алла, внучка и правнук Никита.

## Награды и звания
В 1976 г. за комплекс работ по совершенствованию производства М. Я. Минцис был награждён Орденом Трудового Красного знамени, а в 1989 г. ему было присвоено звание «Заслуженный рационализатор РСФСР». За работу по переоснащению цеха анодной массы М. Я. Минцису было присвоено звание «Лауреат премии Кузбасса».
В 1993 году М. Я. Минцису присвоено ученое звание доцента, в 1996 году — профессора. В 2002 году он награждён медалью «За особый вклад в развитие Кузбасса» 3 степени; в 2003 г. — нагрудным знаком «Почетный работник высшего профессионального образования РФ», а в 2008 г. — медалью «За служение Кузбассу».

М. Я. Минцис — действительный член Нью-йоркской академии наук, академик Международной академии экологии и безопасности жизнедеятельности. В американском издании книги «Кто есть кто в мире» (на странице 1462 — статья «Минцис») и в английском «Две тысячи выдающихся интеллектуалов 21 века» о нём есть автобиографические справки. Неоднократно с предложением разместить его биографические данные в энциклопедии «Кто есть кто в мире» обращались представители английского «Интернационального биографического центра», расположенного в Кембридже.

## Увлечения профессора

Профессор на фоне собственной библиотеки

В домашней коллекции Моисея Яковлевича имеется множество сувениров, которые он сам называет «побрякушками»: статуэтки, амфоры, гондолы, морские раковины, маски, которые он привозил из Греции, Израиля, Аргентины, Бразилии, Гвинеи, Индии, Испании, Египта. В коллекции также есть семейные реликвии — приспособленные под подсвечники раковины, принадлежавшие его деду. Им около 150 лет. А ещё есть коллекция карандашей, начало которой было положено 50 лет назад. Более 700 штук, разной длины, толщины, формы из 80 стран мира. Есть картины, написанные кистями известных новокузнецких художников.

Моисей Яковлевич открыто говорит о том, что не знает и не любит поэзии. Прозу он ценит гораздо больше. Любит перечитывать давно прочитанные книги и произведения. Свободно владеет английским языком, который в своё время выучил самостоятельно. Сейчас, чтобы его совсем не забыть, выписывает журнал «Time». Также ещё выписывает журнал «National Geographic». Понимает немецкий язык, в бытность своей молодости знал узбекский и говорил на фарси.
Особым увлечением профессора являются книги — у него имеется большая библиотека. На отдельной полке — собственные научные труды, учебники и учебные пособия по металлургии алюминия.